# Famille de Lautrec
 (juin 2010).
Si vous disposez d'ouvrages ou d'articles de référence ou si vous connaissez des sites web de qualité traitant du thème abordé ici, merci de compléter l'article en donnant les références utiles à sa vérifiabilité et en les liant à la section « Notes et références ».
La famille de Lautrec est une ancienne famille française subsistante de la noblesse originaire de Lautrec (Tarn) dans le Languedoc. La deuxième maison de Lautrec, dont les preuves remontent à 1390, a donné de nombreuses branches dont l'une est subsistante et porte le nom de Toulouse-Lautrec.
Lautrec est avec Ambialet, une des deux vicomtés de l'Albigeois. Ce sont des anciennes vigueries carolingiennes.

## Ancienne Maison de Lautrec
La généalogie évolue rapidement dans le Midi. La séquence ci-dessous décrite, fondée en grande partie sur des données de L'histoire générale du Languedoc publiée au XVIIIe siècle par Dom Vaissète, avait été validée en 2002 par les spécialistes Jean-Louis Biget et Hélène Débax. Cependant, les travaux de Christian Settipani en 2004, et d'Hélène Debax en 2008 (Vicomtes et vicomtés dans l'Occident médiéval) semblent rendre obsolète la séquence allant de Sicard Ier à Sicard III. Les possesseurs des ouvrages de Settipani et de Débax sont invités à corriger la généalogie des Lautrec en fonction des éventuelles nouvelles données, préférables à la version de Dom Vaissète.
Pour le savant bénédictin, la première maison de Lautrec paraissait avoir la même origine que la maison des Trencavel. La souche commune serait :
- Aton[3], missus comitis et vicarius attesté en 898. Il fut père de:
- Bernard[4], missus comitis, vicarius et avoué de Toulouse attesté en 918. Il fut père de Aton Ier, vicomte d'Albi ou d'Ambialet, qui est la souche des Trencavel. Bernard est également présumé père du premier des Lautrec :
- Sicard Ier[5], fils présumé de Bernard. Vicomte de Lautrec de 940 à 972 ; (frère de Frotaire Ier, évêque de Cahors en 961-968 ?). De son mariage avec Rangarde, il fut père de :
- Izarn Ier[6] de Lautrec, attesté en 972, 974 et 987, vicomte de Lautrec en 968 et 988. De son mariage avec Avienna, il fut père de :
- Sicard II[7] de Lautrec qui fut père de :
- Isarn II[8],[9], vicomte de Lautrec de 1038 à 1072, est peut-être la même personne qu'Izarn de Lautrec, vicarius de Saint-Antonin attesté en 1083. ; (frère de Frotard, évêque d'Albi en 1062-1079 ?). Il fut père de :
- Sicard III[10], vicomte de Lautrec en 1072 et 1073 (un de ses frères est Frotard II, vicomte associé), qui fut père de :
- Isarn III, vicomte de Lautrec en 1073-1138
- Sicard IV[11],[12] vicomte de Lautrec en 1138, mort en 1158 laissa des fils :
  - Sicard V[13],[14], vicomte de Lautrec, marié à Adélaïde, fille de Raimond Ier Trencavel, qui meurt vers 1196 en laissant deux filles, Alix[15] et Béatrix, et un fils :
    - Frotard III[16],[17],[18],[19] seigneur et vicomte de Lautrec attesté de 1198 à 1209.

  - Amelius-Sicard[20], seigneur de Vénès de 1158 à 1176, qui fait la souche de la famille de Lautrec-Vénès, qui se terminera au milieu du XIVe siècle avec le mariage d'Helaine de Venes avec Pierre (IV) de Lautrec, seigneur de Saint-Germier ci-dessous.
  - Pierre (Ier), peut-être assimilable à Amelius-Siccard.

### Deux thèses pour la succession de la vicomté de Lautrec
Selon une historiographie établie au XVIIe siècle, Frotard III, mort sans postérité, aurait été le dernier vicomte de l'ancienne maison de Lautrec. L'héritière de la vicomté aurait été sa sœur Alix, épouse de Baudouin de Toulouse, vicomte de Bruniquel et frère puîné du comte de Toulouse Raymond VI. Ils auraient transmis à leurs fils Bertrand (Ier) et Sicard (VI) la vicomté de Lautrec, ce dernier créant ainsi une seconde maison de Lautrec, les Toulouse-Lautrec.
Or, l'historien Philippe Zalmen Ben-Nathan a trouvé une tradition plus ancienne relatée vers 1455 par Michel de Bernis, archiviste des comtes de Foix au XVe siècle, tradition confirmée par la découverte récente aux archives du Tarn d'une généalogie figurée de la même époque.
Frotard III y est dit père des enfants autrefois attribués à Baudouin de Toulouse et Alix de Lautrec.

### Vicomtes de Saint-Antonin
- Isarn de Lautrec, vicomte de Saint-Antonin, donne vers 1140 ses coutumes à la ville de Saint-Antonin, conjointement avec ses frères Guillaume-Jourdain et Pierre de Lautrec. Il possédait la vicomté en indivision avec eux.

## La seconde maison de Lautrec (ditede Toulouse-Lautrec)
Cette maison fait remonter sa filiation à :
- Sicard VI[19] (1200-1235), co-vicomte de Lautrec pour moitié, fils de Frotard III (et non de Baudouin de Toulouse, selon la deuxième thèse pour la succession de la vicomté de Lautrec, qu'on vient d'évoquer), qui teste en 1238, fut marié à Agnès de Mauvoisin dont il eut de nombreux fils, co-vicomtes de Lautrec :
  - Pierre (II) de Lautrec[19], seigneur de Labruguière, puis vicomte de Lautrec, qui meurt en 1267 sans postérité ;
  - Izarn Ier ou IV[19] de Lautrec (vers 1222-1275), seigneur de Montredon et de Saint-Germier, qui suit ;
  - Bertrand (II)[19] († 1284), vicomte en partie de Lautrec, qui épousa Adalasie de Najac, dame d'Orlonhac ; leur fille Béatrix, † vers 1342, transmet cette part de la vicomté à son mari Philippe Ier de Lévis-Mirepoix seigneur de Florensac († 1304 à Mons-en-Pévèle)[24], fils cadet de Guy III et père de Philippe II († vers 1346) ; d'où les Lévis-Lautrec aux XIVe et XVe siècles : Guigue Ier († vers 1367), fils de Philippe II et père de Philippe III († 1380) ; ce dernier : père de Guigues II († vers 1387), et de Philippe IV († vers 1440 ; aussi comte de Villars et sire de Roche-en-Régnier), lui-même père de Bermond (fils cadet ; † 1497 ; souche des Lévis-La Voulte et Ventadour), et d'Antoine Ier († vers ou ap. 1454) ; ce dernier : père de Jean († vers ou ap. 1474), et d'Antoine II de Lévis-Lautrec († ap. 1494, ayant embrassé la prêtrise) qui vend sans doute ladite part de Lautrec au duc Jean II de Bourbon entre 1474 et 1488, car elle n'est plus citée désormais ;
  - Amalric Ier "lo pros"[19] de Lautrec (1234-1296), seigneur d'Ambres, co-vicomte pour un huitième : 
    - père de Sicard IX (né en 1260 ; co-vicomte jusqu'en 1315), lui-même père d'Hélix (x Pierre III de Voisins de Confolens, d'une famille de l'Aude, voir ci-après) et d'Amalric III (co-vicomte jusqu'en 1343), père d'Amalric IV (co-vicomte jusqu'en 1370) ;
      - Amalric IV a deux filles : Catherine de Lautrec d'Ambres, femme de Jean Ier d'Astarac, co-vicomtes de 1370 à 1383 ; et Brunissende, co-vicomtesse en 1383-1418, femme d'Yves/Yon III de Garencières. Ambres et cette part d'un huitième de la vicomté sont léguées en 1418 à Jean II de Voisins, arrière-petit-fils d'Hélix de Lautrec et Pierre III de Voisins ci-dessus, co-vicomte jusqu'en 1437. 
        - Au XVIIe siècle, sa descendante Ambroise de Voisins hérite en 1622 de ce huitième de la vicomté et transmet à son mari Lysandre de Gélas de Léberon (petit-neveu de Monluc, neveu de Charles, frère de Pierre-André, et co-vicomte jusqu'en 1627) : Parents d'Hector-Louis de Gélas, co-vicomte jusqu'en 1645 (et frère de Charles-Jacques) ; lui-même père de François de Gélas, vicomte de Lautrec de 1645 à 1721. Les Gélas rassemblent les trois quarts de l'ancienne vicomté grâce à leurs acquisitions : la part pour moitié du roi est achetée à Louis XIII en 1642, et la part d'Alexandre de Toulouse-Lautrec (ci-dessous ) en octobre 1670. Mais les deux fils de François de Gélas, Louis-Hector (vicomte de 1721 à 1757) et le maréchal Daniel-François de Gélas de Lautrec (vicomte de 1721 à 1762) meurent sans descendance : ainsi, l'essentiel de la vicomté de Lautrec disparaît !

  - Frotard (IV)[19]
  - Sicard (VIII).
- Izarn Ier ou IV de Lautrec (vers 1222-1275 ; voir ci-dessus), se maria à Jeanne de Saissac, fille de Jean, seigneur du lieu, qui lui donna deux fils :
  - Pierre (III) de Lautrec (1265-1327), premier à prendre le nom de Toulouse-Lautrec, et qui fait la souche des branches de Montredon et de Saint-Germier ; 
    - père d'Amalric II (père de - Pierre IV qui épouse Helaine de Vénès ci-dessus : d'où la suite des co-vicomtes dits deToulouse-Lautrec, le grand peintre Henri étant dans cette lignée) ; et - d'Amalric (III) de Puech-Mignon, voir plus bas), de Guy du Caylar, et de Bérenger de St-Germier. Alexandre de Toulouse-Lautrec, descendant d'Amalric II (par Pierre IV) et co-vicomte de 1656 à 1670, vend sa part en octobre 1670 à François de Gélas (ci-dessus).

  - Frotard V de Lautrec (1265 - vers 1302) qui fait la souche des seigneurs de Montfa, dont son fils Guillaume, grand-père maternel de Jean Ier d'Arpajon de Lautrec : les d'Arpajon ont cette part de la vicomté jusqu'à Anne-Claude-Louise (1729-guillotinée en 1794), duchesse de Mouchy et mère de Philippe-Louis-Marc-Antoine de Noailles de Mouchy, prince de Poix (1752-1819), le dernier à être titré vicomte de Lautrec. Mais dès 1457, Montfa revient à la branche de Pierre III et Amalric II.

## Les Foix-Lautrec
Bertrand Ier  (vers 1200-1258 ; co-vicomte de Lautrec pour moitié, autre fils de Frotard III) eut pour fils Sicard VII (vers 1235/1248-1301), lui-même père de Bertrand III de Lautrec (né vers 1260-† après 1321) qui, possédant la "dimidia parte" (la moitié) de la vicomté de Lautrec, l'échangea en 1305 avec le roi de France Philippe "le Bel" contre la vicomté de Caraman. Mais dès mai 1321, Bertrand III céda cette dernière vicomté à Pierre Duèze, déjà sire de St-Félix, frère de Jean XXII et père d'Arnaud Ier Duèze de Carmaing, contre 35 000 petits tournois noirs.
En 1340, le roi Philippe VI céda la vicomté de Lautrec à Gaston II de Foix-Béarn pour le récompenser de sa participation aux opérations du début de la guerre de Cent Ans. La vicomté resta dans la famille de Foix sauf pour la période 1398-1425.
- 1340-1343 : Gaston II de Foix-Béarn
- 1343-1391 : Gaston III de Foix-Béarn
- 1391-1398 : Mathieu de Foix-Castelbon

1398-1425 : la vicomté est confisquée par le roi Charles ; rendue en 1425 à Jean Ier, neveu de Mathieu et fils d'Isabelle et d'Archambaud de Grailly,
- 1425-1436 : Jean Ier de Foix-Grailly
- 1436-1454 : Pierre de Foix-Lautrec, fils cadet du comte Jean Ier
- 1454-1496 : Jean II de Foix-Lautrec, x Jeanne d'Aydie
- 1496-1528 : Odet de Foix-Lautrec
- 1528-1540 : Henri de Foix-Lautrec, sans postérité
- La succession est négociée entre Henri II d'Albret-Navarre (1503-1555), arrière-petit-fils maternel de Gaston IV de Foix (fils de Jean Ier ci-dessus), et Charles de Luxembourg (vers 1492-1553), gendre d'Odet de Foix-Lautrec ci-dessus. Finalement, la postérité d'Henri d'Albret détient cette moitié de la vicomté : sa fille Jeanne, mère d'Henri IV, père de Louis XIII qui vend en 1642 à Hector-Louis de Gélas ci-dessus.

## Branches
Les informations ci-dessous sont issues de l'ouvrage de Jacques-René Magné et Jean-Robert DIzel  "Les comtes de Toulouse et leurs descendants les Toulouse-Lautrec : Étude historique et généalogique IX-XXe siècles" paru aux éditions Christian en 1992.

### Branche de Venès
Cette branche commence avec Amélius-Sicard de Lautrec, seigneur de Vénès, fils puîné de Sicard IV, vicomte de Lautrec, frère de Sicard V le Ténébreux. Cette branche s'est terminée en se fondant dans la branche aînée au milieu du  XIVe siècle :
- Isarn IV de Lautrec-Vénès, seigneur de Vénès, marié deux fois : 1°) en 1352 avec Magne Ire, dame de Castelnaud, fille de Raoul, seigneur de Castelnaud et d'Almodis de Beynac, sans enfants; 2°) avec Jeanne de La Roque, fille de Bernard, seigneur de Bauzilles, et d'Ermengarde de Canet, dont deux filles :
  - Philippe de Lautrec,
  - Hélaine de Lautrec, dame de Vénès et de Castelnaud, mariée à Pierre III (IV) de Lautrec, seigneur de Saint-Germier, dont postérité.

### Branche de Saint-Germier (deToulouse-Lautrec)
Cette branche commence avec Pierre III (IV), seigneur de Saint-Germier et de La Martiné, fils d'Amalric (II), seigneur de Montredon (fils de Pierre (III) de Toulouse-Lautrec), et de Marguerite de Périgord, marié vers 1360 à Hélaine de Lautrec-Venès, fille d'Izarn IV de Lautrec-Vénès (1320-1354), seigneur de Vénès et Julienne de La Roque, dame de Castelnaud. Ils ont une fille et trois fils, dont Jean, qui suit, et Pierre de Lautrec qui donne la souche des Lautrec-Montfa, puis de Toulouse-Lautrec.
(...)
- Siméon de Lautrec, seigneur de Saint-Germier, du Pont-de-Cirou (à Crespin), de Fontsiron, de Thorène, fils de Guillaume et de Bertrande de Mirable, s'est marié deux fois: 1°) avec Catherine de Morlhon, fille de Pierre, seigneur de Sanvensa, et de Béatrix de Mancip, dont deux filles et trois fils, parmi lesquels François de Lautrec, qui suit ; 2°) avec Marguerite Ysalguier, fille de Barthélémy, seigneur d'Auterive, et de Marguerite d'Ornézan, dont Charles de Lautrec, seigneur du Bousquet.

(...)
- Louis de Lautrec, seigneur de Saint-Germier, capitaine-major au régiment de Castres, fils cadet de Marc-Antoine et Jeanne de Tignol, est le dernier de cette branche. Il s'est marié en 1657 avec Jeanne d'Albié dont il n'a pas eu de postérité[25].

### Branche de Montfa
Cette branche considérable commence avec :
- Frotard de Lautrec, seigneur de Montfa, qui meurt après 1303.
- Antoine de Lautrec (1442-1541), vicomte de Montfa, fils d'un autre Antoine vicomte de Lautrec et d'Antoinette d'Apchier.

### Branche de Toulouse-Lautrec-Monfa
Cette branche, qui commence avec Alexandre de Lautrec (1633-1699), seigneur de Geynes, fils cadet de Bernard de Lautrec, seigneur de Monfa et de Marguerite de Vitrolles, revendique que la famille de Lautrec soit issue directement de celle des comtes de Toulouse d'après une généalogie établie au XVIIe siècle. La recherche contemporaine a toutefois établi que les Toulouse-Lautrec sont dans la descendance agnatique des vicomtes de Lautrec, lignée que l'on suit depuis la fin du IXe siècle, d'où sont issus également les Trencavel. Elle est la seule branche qui subsiste aujourd'hui.

#### Alliances
Les principales alliances de cette branche sont : d'Arnoux de La Serre (1769), de La Roque Bouillac (1810), d'Imbert du Bosc (1837), Tapié de Celeyran (1863 et 1866), etc.

### Branche de Puechmignon et de Lavaur
Cette branche commence avec Amalric III, seigneur de Puech-Mignon, troisième fils d'Amalric II, seigneur de Montredon (fils de Pierre III), et de Marguerite de Périgord.
(...)
- François de Lautrec, seigneur de Puechmignon, fils d'Olivier et de Jeanne du Rieu, épouse Jeanne de Chasteignier, fils de Jean et de Marguerite de Puechpeyrou. Il fait la souche de la branche de Lavaur.
  - Henri de Lautrec, seigneur de Lavaur, marié en 1555 avec Isabelle d'Audouy, fille de Jean, seigneur de Périlhac, et d'Isablele de Conduché; Ils ont trois fils,
  - Antoine de Lautrec,
  - François II de Lautrec, seigneur de Puechmignon, marié en premières noces avec Jeanne Ardourel, qui ne lui donne qu'une fille Anne; en secondes noces avec Étienette de Bérail, qui lui donne deux fils: Olivier et Henri.
  - Guillaume de Lautrec, marié en 1532 avec Antoinette d'Hébrard, fille d'Antoine, seigneur de Pailherols, et d'Antoinette de Bouzat.

(...)
La branche de Lavaur se termine avec :
- Antoine de Lautrec, seigneur de Lavaur (près de Riols, à côté de Cordes), fils de Louis et de Magdeleine de Sainte-Livrade, dame d'Austruy, qui épouse en 1614 Madeleine de Lafon, fille de Jacques, seigneur de Féneyrols et d'Angèle de Castanet[27]; ils ont huit enfants :
  - Jean de Lautrec, seigneur de Latour, marié en 1640 avec Jeannette de Montlauseur, fille de Bertrand, seigneur de La Mothe à Lunac et de Marguerite de Focras de Serin ; Leur fille Antoinette de Lautrec se marie d'abord avec Daniel Dupin, juge à Saint-An (81), puis avec Jacques Gibily.
  - Louis de Lautrec, seigneur de Lavaur, marié en 1651 avec Anne de Montlauzeur, sœur de Jeannette qui lui donne trois cinq fille et trois fils, dont Claude de Lautrec (1661-1751), seigneur de Lavaur, dont le fils François III de Lautrec, né en 1704, lieutenant-colonel au régiment de Noailles, est le dernier de cette branche.
  - Claude de Lautrec,
  - Fabien de Lautrec, seigneur de la lande-Cabazac.
  - Pierre de Lautrec, seigneur de Lavaur,
  - Jeanne de Lautrec.
- Branche de Toulouse-Mousseau

## Personnalités remarquables
- Raymond de Toulouse-Lautrec (1820-1888), écrivain, félibrige majoral, mainteneur de l'Académie des Jeux floraux en 1865.
- Alphonse de Toulouse-Lautrec-Monfa (1838-1913) a épousé Adèle Tapié de Celeyran, avec qui il eut :
  - Henri de Toulouse-Lautrec-Monfa (1864-1901), peintre.
- Comte Robert de Toulouse-Lautrec (1887-1972), homme politique, président du conseil général d'Ille-et-Vilaine, commandeur de la Légion d'honneur ;
- Guillaume de Toulouse-Lautrec-Monfa (1902-1985), cousin du peintre, a épousé en 1933 Marie-Pierre Adélaïde Lévêque de Vilmorin (1901-1972), journaliste française, fille de Philippe Lévêque de Vilmorin, et de Mélanie de Gaufridy de Dortan, sœur de l’écrivain Louise de Vilmorin, dont descendance ;
- Comtesse Béatrix de Toulouse-Lautrec, née Béatrix de Gontaut-Biron (Paris 18.04.1924-26.11.2017 en Suisse), épouse du colonel-comte Raymond de Toulouse-Lautrec. Résistante pendant la Seconde Guerre mondiale, elle est arrêtée par la Gestapo en juin 1944 et internée à la prison Montluc avant d'être déportée à Ravensbrück. Décorée de la médaille militaire et de la croix de guerre 1939-1945, elle était chevalier de la Légion d'honneur. Elle rédigea en 1948 un ouvrage publié en 1992 relatant son incarcération et sa déportation sous le titre J'ai eu vingt ans à Ravensbrück[28]. Conseillère municipale de Grigneuseville de 1965 à 1995.

## Armes, blasons, devises
- Sicard, de la maison d'Ambres, vicomte de Lautrec en 1269. « De gueules au lion d'or ».
- Lautrec, seigneur d'Aunac, seigneur de Lavaur, en Albigeois. « Écartelé aux 1 et 4 de gueules à la croix vidée cléchée et pommetée d'or (Toulouse) aux 2 et 3 de gueules au lion d'or (Lautrec) ».
- Lautrec, seigneur de Vieussan : «  Écartelé aux 1 et 4 d'azur à une balance d'argent aux 2 et 3 d'argent à une épée de gueules ».

## Pour approfondir